# Catedral de Santa Virgem Maria
A Catedral de Santa Virgem Maria (em bielorrusso: Архікатэдральны касцёл Імя Найсвяцейшай Панны Марыі) é uma catedral católica romana em estilo barroco localizada em Minsk. É a sede da Arquidiocese Católica Romana de Minsk-Mohilev.
Foi construída em 1710 como uma igreja para a casa dos Jesuítas. Em 1793, após a conquista da Bielorrússia pelos russos, a ordem jesuíta foi proibida e a igreja perdeu o status de sede. Logo, após a criação da diocese de Minsk, a igreja tornou-se a catedral local. A Catedral foi fortemente danificada por um incêndio em 1797, sendo totalmente renovada mais tarde. Em 1869, a diocese de Minsk foi liquidada e a igreja passou a ter um status parafial. Em novembro de 1917, a diocese foi restaurada; Zygmunt Lazinski foi nomeado como bispo.
Em 1920, Lazinski foi detido pelas autoridades soviéticas, e a catedral foi fechada em 1934. Durante a Segunda Guerra Mundial, os alemães permitiram novamente o funcionamento da catedral, mas após a guerra, esta foi novamente fechada pelos soviéticos. Em 1951, os campanários da catedral foram intencionalmente destruídos pela artilharia soviética.
No início da década de 1990, os serviços religiosos começaram novamente. Em 1993, o edifício foi dado de volta para os católicos romanos e em 21 de outubro de 1997 a Igreja Catedral foi solenemente reconsagrada. Em 2005, a igreja foi dotada de um novo órgão fabricado na Áustria. Ao mesmo tempo, os afrescos criados no século 18 também foram restaurados.